# Karaté Kid (série de films)
Pour les articles homonymes, voir Karaté Kid.
 Pour plus de détails, voir Fiche technique et Distribution
Karaté Kid (The Karate Kid) est une série de films américains d'arts martiaux. Les 4 premiers films sont des suites directes alors que le cinquième est un remake, sorti en 2010. Une série télévisée, Cobra Kai, est publiée sur YouTube Red en 2018. Elle se déroule 34 ans après les films. Un sixième long métrage, Karate Kid: Legends de Jonathan Entwistle, sorti en 2025, regroupe des personnages de la première saga et du remake.

## Synopsis
Le Moment de vérité
Daniel LaRusso, 16 ans, et Lucille, sa mère veuve, sont originaires de Newark dans le New Jersey. Ils partent s'installer en Californie car Lucille y a trouvé un nouveau travail. Ils emménagent dans le quartier de Reseda à Los Angeles. Un soir sur la plage, Daniel fait la connaissance de la ravissante Ali, mais ils sont bientôt dérangés par une bande de motards menée par Johnny, l'ancien petit ami d'Ali. Il aborde brutalement cette dernière. Daniel tente de s'interposer mais reçoit une véritable correction.
Il décide alors d'apprendre le karaté pour se défendre. Monsieur Miyagi, le vieux jardinier et homme à tout faire de la résidence, semble être un maître dans cet art et accepte de le lui enseigner. Il semble cependant plus intéressé de voir Daniel lui peindre ses palissades, lui laver ses voitures et lui faire attraper des mouches avec des baguettes que de lui enseigner réellement l'art du combat. Le jeune « Daniel-san » va cependant découvrir les vertus de ces corvées qu'il croyait inutiles.
Karaté Kid : Le Moment de vérité 2
Six mois après sa victoire au tournoi d'arts martiaux All Valley, Daniel LaRusso doit partir à Fresno pendant deux mois pour suivre sa mère. M. Miyagi propose cependant de l'héberger chez lui. Mais son séjour est compromis à la suite de la réception d'une lettre venue d'Okinawa, île natale de M. Miyagi. Elle annonce que son père est gravement malade. M. Miyagi décide donc de se rendre à son chevet. Juste avant d'embarquer à bord de l'avion, Daniel rejoint son maître et ils partent ensemble pour Okinawa. Là-bas, ils sont réceptionnés par Chozen, le neveu de Sato, l'ancien meilleur ami de Miyagi. Les deux hommes devaient jadis faire un combat à mort, car ils étaient amoureux de la même femme, Yukie. Cette dernière avait été promise à Sato.
Karaté Kid 3
John Kreese, propriétaire du dojo Cobra Kai, a été vaincu par le vieux maître Miyagi. Humilié par cette défaite, il a perdu ses élèves et est aujourd'hui ruiné. Il demande alors de l'aide à son ami et richissime associé, le karatéka et homme d'affaires Terry Silver, qui lui promet une vengeance sur Miyagi et son jeune disciple, Daniel.
De retour d'Okinawa, Daniel et M. Miyagi découvrent que leur immeuble va être rasé. Pour éviter que son maître, qui était gardien de l'immeuble, ne se retrouve au chômage, Daniel décide d'investir l'argent de ses études dans un petit commerce. Les deux amis se recyclent ainsi avec succès dans la vente de bonsaïs. Daniel décide de ne pas défendre son titre au prochain tournoi. Cependant, John Kreese et son ami Silver ne sont pas de cet avis et ne tardent pas à troubler leur paisible existence.
Miss Karaté Kid
Kesuke Miyagi quitte Los Angeles pour se rendre à Boston pour une cérémonie pour les soldats Nippo-Américains qui ont combattu durant la Seconde Guerre mondiale dans le 442e Regimental Combat Team. Là-bas, il rencontre Louisa Pierce, la veuve de son commandant de régiment, le lieutenant Jack Pierce. Il fait aussi la connaissance de Julie, la petite-fille de Jack Pierce. Julie est orpheline depuis le décès accidentel de ses parents. Entre sa grand-mère qui ne cesse de la réprimander et ses camarades de l'école qui la provoquent stupidement, Julie ne trouve plus sa place. Miyagi, qui doit beaucoup au grand-père de Julie, lui propose de la guider dans un voyage initiatique et de lui enseigner les arts martiaux.
Karaté Kid (2010)
Dre Parker est un jeune Américain originaire de Détroit. Il emménage avec sa mère Sherry à Pékin, en Chine. À peine arrivé, Dre devient le souffre-douleur de Cheng, un élève très doué en kung-fu qui le provoque chaque jour à l'école. Alors que Cheng et ses amis passent Dre à tabac, M. Han, un employé taciturne de l'immeuble, s'interpose et parvient à mettre hors de combat toute la bande.
Dre se rend compte que M. Han est un expert en kung-fu. Il lui demande de lui enseigner son art pour affronter avec Cheng. M. Han refuse et demande à Dre de faire la paix avec Cheng ; mais Maître Li, le maître de Kung-fu de Cheng, prône à ses élèves de ne montrer aucune pitié pour son ennemi et s'oppose à toute réconciliation. Il exige que Dre ou M. Han se battent pour laver l'honneur de son école. M. Han propose alors que les deux enfants se rencontrent lors d'un tournoi d'arts martiaux organisé prochainement. Dre commence donc à suivre l'enseignement de M. Han, mais sa technique d'entraînement est curieuse : au lieu de lui apprendre à se battre, M. Han se contente de demander à Dre d'accrocher sa veste, de la décrocher, de la mettre par terre et de la ramasser d'innombrables fois.
Karate Kid: Legends (2025)
Après une tragédie, le jeune maître de kung-fu Li Fong quitte Pékin pour New York. Tentant de s’adapter à sa nouvelle vie, il se retrouve entraîné dans une compétition de karaté. Guidé par son mentor M. Han et soutenu par Daniel LaRusso, Li apprend à combiner deux styles de combat pour affronter son plus grand défi. 

## Fiche technique
|                                | Le Moment de vérité (1984)                | Karaté Kid : Le Moment de vérité 2 (1986) | Karaté Kid 3 (1989)                       | Miss Karaté Kid (1994)                    | Karaté Kid (2010)                         | Karate Kid: Legends (2025)                |
| ------------------------------ | ----------------------------------------- | ----------------------------------------- | ----------------------------------------- | ----------------------------------------- | ----------------------------------------- | ----------------------------------------- |
| Titre québécois (si différent) |                                           |                                           | Karaté kid III                            | Le nouveau Karaté Kid                     | Le Karaté Kid                             | Karaté Kid : Légendes                     |
| Titre original                 | The Karate Kid                            | The Karate Kid, Part II                   | The Karate Kid, Part III                  | The Next Karate Kid                       | The Karate Kid                            | Karate Kid: Legends                       |
| Réalisateurs                   | John G. Avildsen                          | John G. Avildsen                          | John G. Avildsen                          | Christopher Cain                          | Harald Zwart                              | Jonathan Entwistle                        |
| Scénaristes                    | Robert Mark Kamen                         | Robert Mark Kamen                         | Robert Mark Kamen                         | Mark Lee                                  | Christopher Murphey                       | Rob Lieber                                |
| Montage                        | John G. Avildsen                          | John G. Avildsen                          | John G. Avildsen                          | Ronald Roose                              | Joel Negron                               | Dana E. Glauberman                        |
| Montage                        | Walt Mulconery                            | David Garfield                            | John Carter                               | Ronald Roose                              | Joel Negron                               | Dana E. Glauberman                        |
| Montage                        | Bud S. Smith                              | Jane Kurson                               |                                           | Ronald Roose                              | Joel Negron                               | Dana E. Glauberman                        |
| Producteurs                    | Jerry Weintraub                           | Jerry Weintraub                           | Jerry Weintraub                           | Jerry Weintraub                           | Jerry Weintraub                           | Karen Rosenfelt                           |
| Producteurs                    |                                           |                                           |                                           | Will Smith                                |                                           |                                           |
| Producteurs                    |                                           |                                           |                                           | Jada Pinkett Smith                        |                                           |                                           |
| Producteurs                    |                                           |                                           |                                           | James Lassiter                            |                                           |                                           |
| Producteurs                    |                                           |                                           |                                           | Ken Stovitz                               |                                           |                                           |
| Musique                        | Bill Conti                                | Bill Conti                                | Bill Conti                                | Bill Conti                                | James Horner                              | Dominic Lewis                             |
| Photographie                   | James Crabe                               | James Crabe                               | Steve Yaconelli                           | László Kovács                             | Roger Pratt                               | Justin Brown                              |
| Dates de sortie États-Unis     | 22 juin 1984                              | 20 juin 1986                              | 30 juin 1989                              | 12 août 1994                              | 11 juin 2010                              | 30 mai 2025                               |
| Dates de sortie France         | 26 septembre 1984                         | 6 août 1986                               | 19 juillet 1989                           | 3 août 1994                               | 18 août 2010                              | 28 mai 2025                               |
| Durée                          | 127 minutes                               | 113 minutes                               | 112 minutes                               | 107 minutes                               | 134 minutes                               | 94 minutes                                |
| Budget                         | 8 000 000 $                               | 13 000 000 $                              | 12 500 000 $                              | 12 000 000 $                              | 40 000 000 $                              | 45 000 000 $                              |
| Genres                         | action, arts martiaux, comédie dramatique | action, arts martiaux, comédie dramatique | action, arts martiaux, comédie dramatique | action, arts martiaux, comédie dramatique | action, arts martiaux, comédie dramatique | action, arts martiaux, comédie dramatique |
| Pays de production             | États-Unis                                | États-Unis                                | États-Unis                                | États-Unis                                | États-Unis                                | États-Unis                                |
| Pays de production             |                                           |                                           |                                           | Chine                                     |                                           |                                           |
| Distributeur                   | Columbia Pictures                         | Columbia Pictures                         | Columbia Pictures                         | Columbia Pictures                         | Columbia Pictures                         | Columbia Pictures                         |

## Distribution
| Personnage      | Le Moment de vérité (1984) | Karaté Kid : Le Moment de vérité 2 (1986) | Karaté Kid 3 (1989)     | Miss Karaté Kid (1994)  | Karaté Kid (2010) | Karate Kid: Legends (2025) |
| --------------- | -------------------------- | ----------------------------------------- | ----------------------- | ----------------------- | ----------------- | -------------------------- |
| Daniel LaRusso  | Ralph Macchio              | Ralph Macchio                             | Ralph Macchio           |                         |                   | Ralph Macchio              |
| Kesuke Miyagi   | Noriyuki « Pat » Morita    | Noriyuki « Pat » Morita                   | Noriyuki « Pat » Morita | Noriyuki « Pat » Morita |                   |                            |
| Ali Mills       | Elisabeth Shue             |                                           |                         |                         |                   |                            |
| John Kreese     | Martin Kove                | Martin Kove                               | Martin Kove             |                         |                   |                            |
| Johnny Lawrence | William Zabka              | William Zabka                             |                         |                         |                   |                            |
| Lucille LaRusso | Randee Heller              |                                           | Randee Heller           |                         |                   |                            |
| Bobby Brown     | Ron Thomas                 | Ron Thomas                                |                         |                         |                   |                            |
| Tommy           | Rob Garrison               | Rob Garrison                              |                         |                         |                   |                            |
| Dutch           | Chad McQueen               | Chad McQueen                              |                         |                         |                   |                            |
| Jimmy           | Tony O'Dell                | Tony O'Dell                               |                         |                         |                   |                            |
| Kumiko          |                            | Tamlyn Tomita                             |                         |                         |                   |                            |
| Sato            |                            | Danny Kamekona                            |                         |                         |                   |                            |
| Chozen          |                            | Yuji Okumoto                              |                         |                         |                   |                            |
| Jessica Andrews |                            |                                           | Robyn Lively            |                         |                   |                            |
| Terry Silver    |                            |                                           | Thomas Ian Griffith     |                         |                   |                            |
| Mike Barnes     |                            |                                           | Sean Kanan              |                         |                   |                            |
| Julie Pierce    |                            |                                           |                         | Hilary Swank            |                   |                            |
| colonel Dugan   |                            |                                           |                         | Michael Ironside        |                   |                            |
| Louisa Pierce   |                            |                                           |                         | Constance Towers        |                   |                            |
| Charlie         |                            |                                           |                         | Walton Goggins          |                   |                            |
| Dre Parker      |                            |                                           |                         |                         | Jaden Smith       |                            |
| M. Han          |                            |                                           |                         |                         | Jackie Chan       | Jackie Chan                |
| Sherry Parker   |                            |                                           |                         |                         | Taraji P. Henson  |                            |

## Personnages

### Personnages principaux

#### Daniel LaRusso

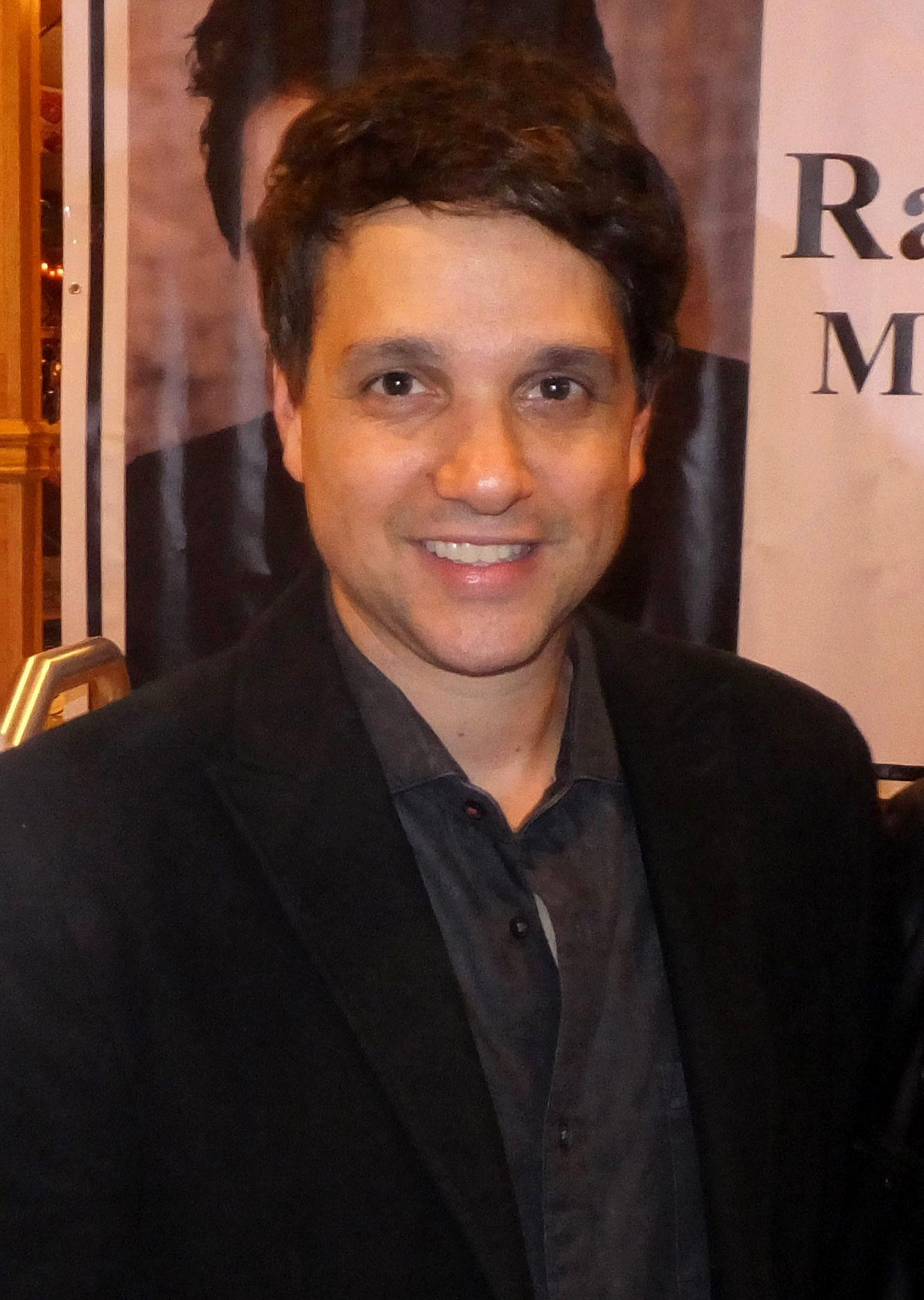
Ralph Macchio en 2016

Interprété par Ralph Macchio dans les trois premiers films, dans la série Cobra Kai et dans le film Karate Kid: Legends
Le père de Daniel meurt dans des circonstances inconnues. Il quitte alors le New Jersey avec sa mère, Lucille, à Los Angeles. Là-bas, le jeune garçon ne connait personne. Il rencontre cependant la jeune et jolie Ali. Mais il ne tarde pas à s’attirer les foudres des Cobra Kai, un gang de karatékas issu du dojo du même nom. Daniel est secouru par Keisuke Miyagi, qu'il pensait être un simple gardien d'immeuble. Pour se défendre, Daniel souhaite donc apprendre le karaté auprès de Miyagi. Il s'entraine dur pour participer au All Valley Karate Tournament, où il affronte en finale Johnny Lawrence, le leader des Cobra, et sort vainqueur du combat.
Trente-quatre ans depuis sa dernière victoire face au dojo Cobra Kai, Daniel a une vie heureuse avec sa femme Amanda et ses deux enfants, Samantha et Anthony . Il semble heureux et possède sa propre affaire, une concession automobile (l'ancien magasin de bonsaï qu'il avait ouvert avec Miyagi aurait coulé). Il pensait la rancune et la rivalité avec Johnny Lawrence estompée, mais l'ouverture d'un nouveau dojo Cobra Kai lui prouvera le contraire et il fera son possible pour le faire fermer. Cependant, depuis la mort de Miyagi quelques années auparavant, Daniel est perdu et semble déséquilibré, car il ne pratique plus autant le karaté, son dernier entraînement, avec sa fille, datant de 8 ans. Il comprit vite que le karaté était nécessaire à son équilibre et se remit à la pratique. Bien qu'au départ il s'entraîne seul, il finit par ne plus apprécier la solitude et par prendre pour disciple Robby, sans savoir que ce dernier est le fils de Johnny (fait qu'il découvrira à la fin de la première saison).
Dans la deuxième saison, Daniel ouvrira son propre dojo, le Miyagi-Do Karaté, afin de contrer l'expansion du Cobra Kai, qui a recruté de plus en plus d'élèves. Il réutilise d'abord les méthodes qu'avait utilisées M. Miyagi (se servir de tâches banales pour enseigner les mouvements élémentaires de défenses à ses élèves), avant de vite se révèler être un instructeur imaginatif et passionné, même si ses cours mettent en péril son métier à la concession et son mariage.

#### Kesuke Miyagi

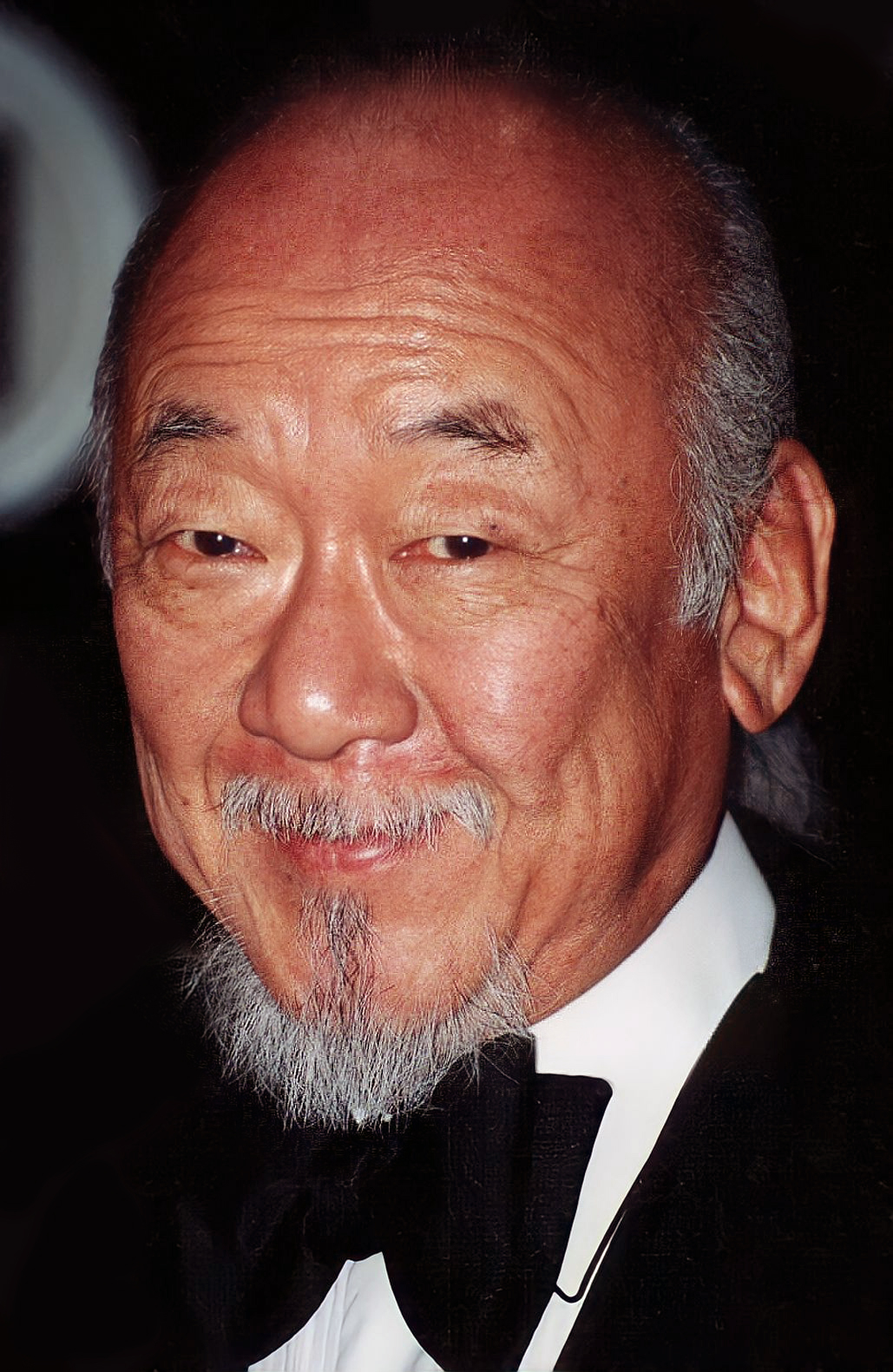
Pat Morita en 2002

Interprété par Pat Morita dans les quatre films
Il est originaire d'Okinawa au Japon. Il a appris le karaté avec son père, dans le dojo familial. Bien que cet enseignement ne soit que pour les membres de la famille, Miyagi insiste pour que son père enseigne également à son meilleur ami Sato. Mais Miyagi et Sato se brouillent à cause de la belle Yukie, qui est promise en mariage à Sato. Sato le provoque en duel, mais Miyagi décide de fuir aux États-Unis.
À son arrivée à Los Angeles, il fréquente la Armijo High School de Fairfield, puis l'université de Californie à Santa Barbara. Durant la Seconde Guerre mondiale, il est emprisonné à Manzanar, un camp d'internement pour Japonais-américains situé au pied de la Sierra Nevada, dans la vallée de l'Owens. Il rejoint malgré tout l'armée américaine (le 442e Regimental Combat Team) et reçoit même la Medal of Honor. Il enseigne même le karaté à son supérieur, le lieutenant Pierce. Malheureusement, la femme et le fils de Miyagi meurent à Manzanar à la suite de complications liées à l'accouchement.
Quelques années plus tard, Miyagi travaille à la maintenance dans un immeuble. Il y fait la connaissance de Daniel LaRusso, qui se faisait malmener par des voyous. Il enseigne ensuite le karaté à Daniel.
Quelque temps plus tard, Miyagi doit retourner à Okinawa, car son père est mourant. Là-bas, il retrouve Yukie et surtout Sato, qui veut toujours l'affronter en duel.
De retour d'Okinawa, Daniel et Miyagi découvrent que leur immeuble a été rasé. Étant gardien de l'immeuble, Miyagi est au chômage. Avec ses économies, Daniel décide d'ouvrir une boutique de bonsaïs. Mais leurs plans sont perturbés par Terry Silver et John Kreese, le chef des Cobra, humilié après sa défaite au All Valley Karate Tournament.
Plus tard, Miyagi enseigne le karaté à Julie, la petite fille du lieutenant Pierce.
Il meurt le 15 novembre 2011. Daniel se rend souvent sur sa tombe, où il est écrit qu'il s'appelle Nariyoshi Miyagi.

#### John Kreese

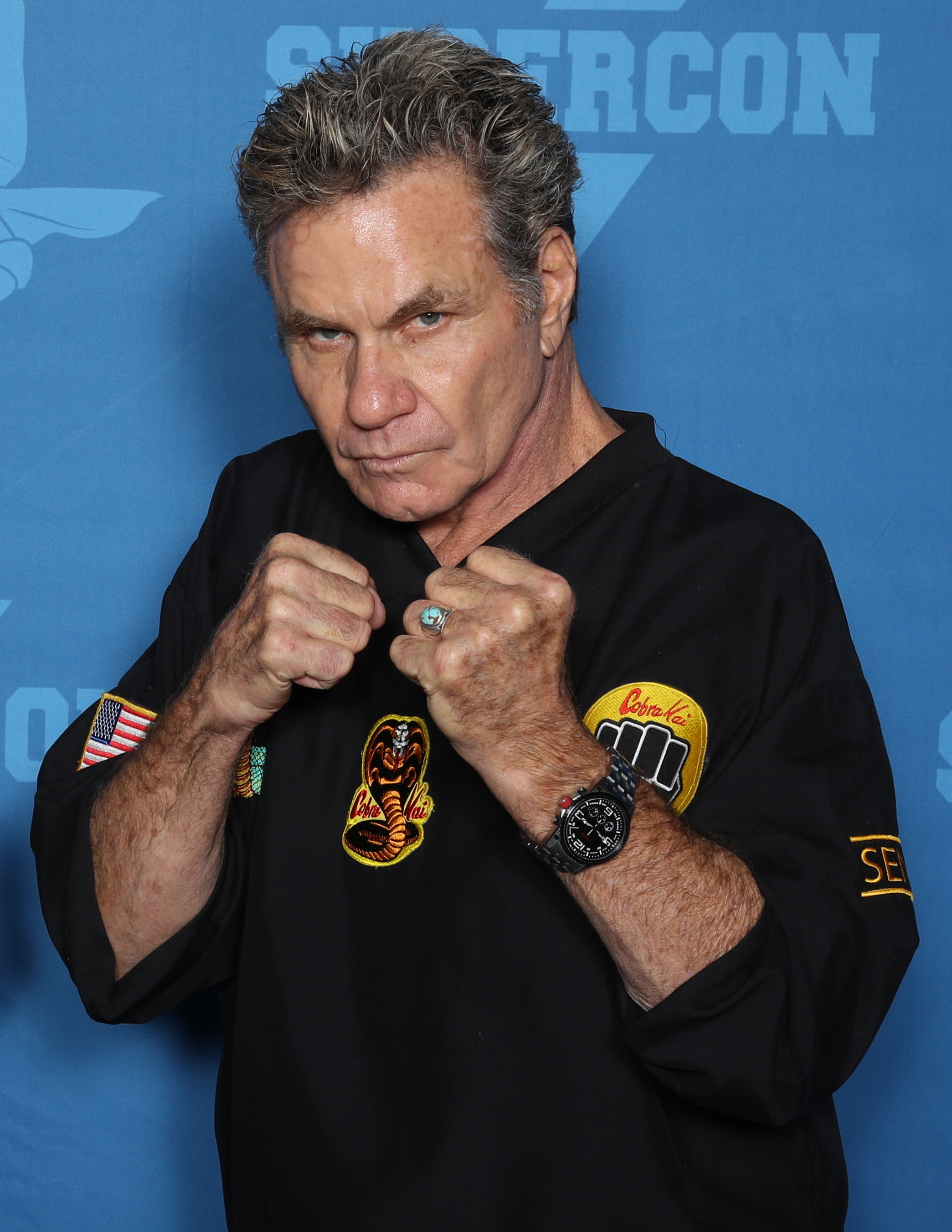
Martin Kove en 2018

Interprété par Martin Kove dans les trois premiers films et dans la série Cobra Kai
Il a fait la guerre du Viêt Nam, où il était champion de karaté de l'armée, de 1970 à 1972. Il devient ensuite le sensei du dojo Cobra Kai, dont certains membres avaient agressé Daniel. Il sera fortement humilié par la défaite de son meilleur élève au All Valley Karate Tournament. Il tentera ensuite de se venger de Daniel et Miyagi.
Plus de trente ans après, on apprend qu'il s'était fait passer pour mort aux yeux de tous. Il prétend s'être fait réembaucher dans l'armée américaine pour former les soldats au combat. Cela s'avèrera être un mensonge, car il n'a jamais été réembauché en raison de l'évolution drastique du système militaire[pas clair]. Il vit en réalité dans un pensionnat réservé aux personnes d'un âge avancé n'ayant plus les ressources nécessaires pour vivre, voire travailler.

#### Johnny Lawrence

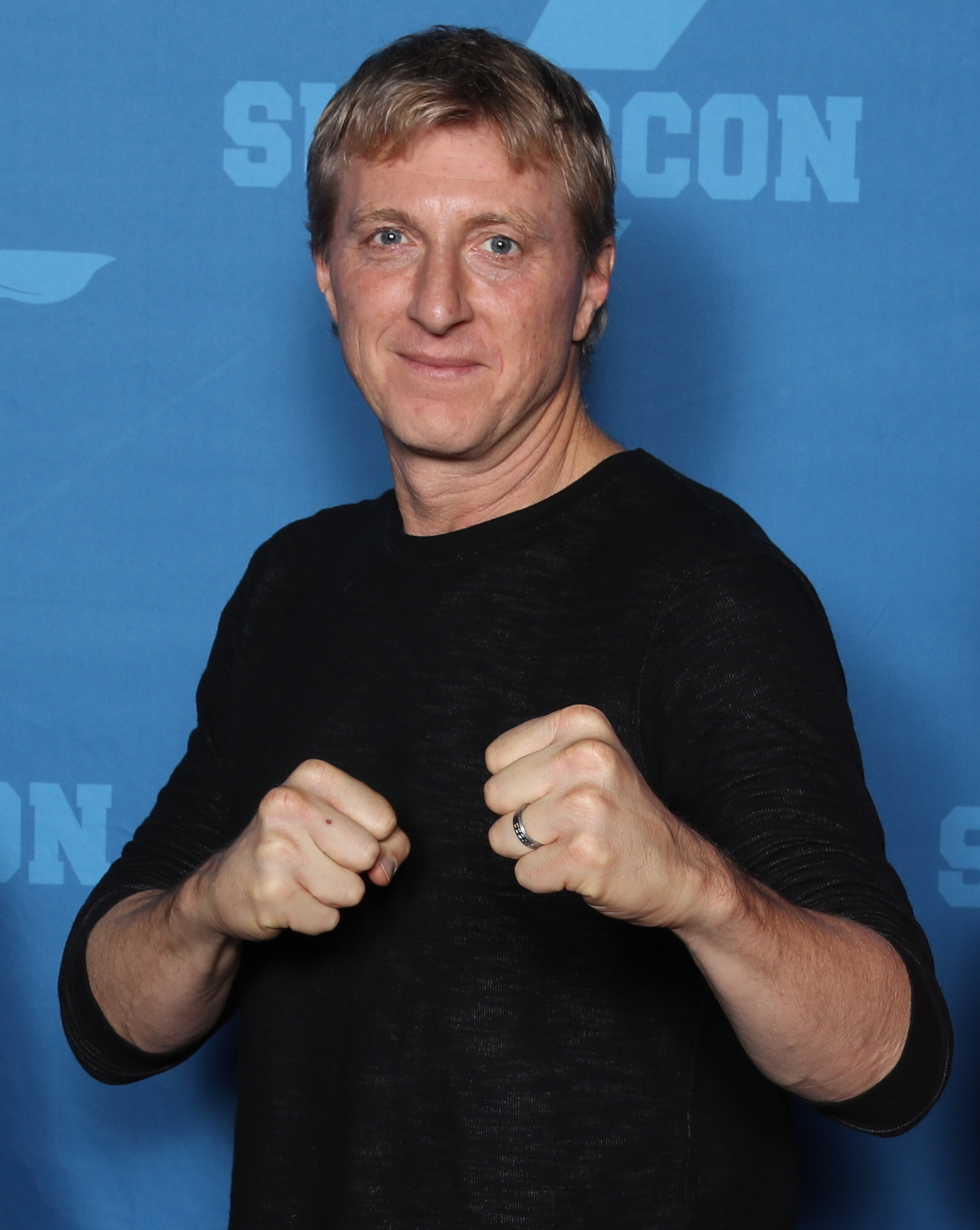
William Zabka en 2018

Interprété par William Zabka dans les deux premiers films et dans la série Cobra Kai
Membre du dojo Cobra Kai, Johnny est le meilleur élève de John Kreese. Il est aussi le chef de la bande, qui a martyrisé Daniel. Ce dernier aura sa revanche en battant Johnny en finale du tournoi All Valley Karate Tournament.
Depuis sa défaite contre Daniel LaRusso, Johnny semble amer. Avec Shannon Keene, il a un fils nommé Robby, dont il a abandonné l'éducation dès la naissance. Il est toujours resté en contact avec eux pour voir l'évolution et l'épanouissement de son fils, mais ce dernier finit par avoir de la rancune envers son père. Au départ agent d'entretien pour de riches propriétaires et vivant au crochet de son beau-père, qui ne supporte plus de l'aider financièrement, Johnny est renvoyé après un malentendu avec une cliente. Alcoolique, mais surtout antipathique, alors qu'au départ il ne voulait plus pratiquer le karaté (surtout depuis l'excès de violence de son ancien mentor John Kreese), il finit par se raviser et ouvre un dojo afin d'aider son jeune voisin Miguel Diaz, brutalisé par ses condisciples, qui devient peu à peu un karatéka de talent. Malgré les années passées, Johnny a toujours une rancune tenace envers Daniel, surtout parce qu'il le juge responsable de la vie qu'il mène. Dans la saison 2, bien que ses anciens camarades de dojo et de lycée pensent que c'est une mauvaise idée, il décide de prendre avec lui John Kreese en tant qu'instituteur assistant au sein du dojo, chose qui ne tournera pas à son avantage. Après la blessure de Miguel, Johnny est évincé de son dojo : ses élèves lui en veulent d'avoir poussé Miguel à montrer de la pitié, ce qui lui a coûté cher, et se placent sous la tutelle de Kreese, revenu entre-temps. Abattu, Johnny se soûle et jette son téléphone, sans remarquer qu'Ali l'a recontacté. On pense alors qu'il tient à la fois Kreese et l'enseigne Cobra Kai pour responsables de la situation, car il comprend, à la fin de la saison 2, que c'est Cobra Kai qui a fait de lui ce qu'il est et a tout détruit autour de lui.

### Personnages secondaires

#### Lucille LaRusso
Interprétée par Randee Heller dans les premier et troisième films et dans la série Cobra Kai
Lucille est la mère de Daniel. Elle est veuve. Avec l'espoir de mieux gagner sa vie, Lucille quitte le New Jersey pour la Californie.
Elle entretient ensuite une relation compliquée avec sa belle-fille Amanda.

#### Ali Mills
Interprétée par Elisabeth Shue dans le premier film
Ali rencontre Daniel au lycée. Ils tombent amoureux, malgré les attaques répétées de l'ex petit-ami d'Ali, Johnny Lawrence. Ali et Daniel se séparent avant le départ de Daniel pour le Japon.
On apprendra dans la série Cobra Kai, qu'elle a fait sa vie loin de tout et s'est même mariée, mais elle a divorcée et à deux enfants ! Elle passe une journée assez agréable avec Johnny et semble avoir fait la paix avec lui, mais tous deux comprennent qu'ils ne peuvent pas être ensemble car Johnny est amoureux de Carmen la mère de Miguel, quant à Ali, elle ne souhaite pas revenir dans la vie de son ancien petit ami jugeant trop compliqué pour elle !

#### Kumiko
Interprétée par Tamlyn Tomita dans Karaté Kid : Le Moment de vérité 2
Kumiko est une jeune femme japonaise que Daniel rencontre à Okinawa, dans le village natal de M. Miyagi. Elle est la nièce de Yukie, l'amour de jeunesse de M. Miyagi. Kumiko rêve de devenir danseuse. Daniel et elle tombent amoureux. Quand Daniel rentre au pays, sa mère lui demande comment va Kumiko. Daniel l'informe qu'elle est devenue danseuse de ballet à Tokyo.
Dans la série Cobra Kai, Kumiko revient à Okinawa et s'occupe de ce que le village est devenus ; une zone commerciale. Il semblerait qu'elle ait décidé de vivre la même vie que Yukie (cette dernière est décédée), à savoir finir sa vie vieille fille. C'est elle qui aide Daniel à trouver un investissement pour sa concession grâce à la jeune fille qu'il a sauvée lors de la tornade qui avait frappé le village. On découvre que Chozen est amoureux d'elle. Dans la saison 4, Chozen avoue ses sentiments à Kumiko, mais rien ne nous indique ce que cette dernière ressent pour lui.

#### Amanda LaRusso
Interprétée par Courtney Henggeler dans la série Cobra Kai
Amanda est la femme de Daniel avec qui elle a eu deux enfants, Samantha et Anthony. Amoureuse de son mari, elle ne semble pas partager la même appétence que lui pour le karaté. C'est une personne raisonnable et qui sait faire preuve de bon sens, et elle représente l'image de l'épouse modèle, travailleuse, mais toujours au soin pour sa famille (même si la mère de Daniel n'est pas toujours d'accord avec elle). C'est elle qui représente la sagesse de Daniel depuis la mort de son maître, M. Miyagi, et elle est toujours présente pour le calmer et lui donner les meilleurs conseils. Durant la première saison, elle semble ravie de voir son mari se remettre au karaté et de le voir partager sa passion avec Robby qu'elle voit au départ comme un simple employé, mais aussi comme un fils adoptif. Dans la deuxième saison, elle est réfractaire à l'idée que Daniel ouvre son propre dojo, car celui-ci délaisse la concession et manque de nombreux rendez-vous pour donner ses cours et ne lui accorde plus tellement d'attention. Les choses s'arrangeront au fur et à mesure, malgré les incompréhensions de l'un comme de l'autre, et Amanda devient le pilier de Daniel. Elle est aussi de très bon conseil pour plusieurs personnages de la série, à savoir Robby, Johnny, ainsi que Tory.

#### Samantha «Sam» LaRusso
Interprétée par Mary Matilyn Mouser dans la série Cobra Kai
Sam est la fille aînée de Daniel et Amanda. Elle est inscrite dans le même lycée que Miguel. On sait que, 8 ans plus tôt, elle fut la disciple de son père, car elle était sous le charme des histoires de son père quand lui-même pratiquait, mais aurait arrêté très vite, et cela même si son père la trouvait très douée pour pratiquer le karaté. Elle est une amie d'enfance d'Aïsha, mais semble avoir pris un chemin différent d'elle pour se rapprocher des filles les plus populaires du lycée, Amber et Moon. Elle sort au départ avec Kyler avant de découvrir que celui-ci n'est qu'une brute qui s'en prend à plus faible que lui. Elle s'intéresse ensuite à Miguel, qui a pris sa défense lorsque Kyler a fait courir une rumeur désobligeante à son sujet. Mais l'idylle entre Sam et Miguel sera de courte durée, puisqu'elle décide de rompre avec lui à la fin de la première saison. Elle se remettra au karaté dans la saison 2 et deviendra aussi la seconde disciple de son père avec Robby, dont elle finit par se rapprocher. Sam finira par se mettre en couple avec Robby, bien que son cœur a toujours des sentiments pour Miguel, qu'elle embrasse d'ailleurs en fin de saison, ce qui lui vaut d'être agressée par la petite amie de ce dernier en plein lycée. Sam finit par la battre, non sans être blessée. On ne sait pas si le couple Robby & Sam sera toujours d'actualité, car la situation dans laquelle se trouve Miguel l'affecte beaucoup et semble se tenir responsable de la situation. Ils se sépareront dans la saison 3.

#### Robby Keene
Interprété par Tanner Buchanan dans la série Cobra Kai
Robby est le fils de Johnny. Il porte le nom de jeune fille de sa mère avec laquelle il vit. Il aurait été totalement abandonné par son père à sa naissance, malgré quelques visites paternelles tout au long de sa vie. Au départ, c'est un garçon amer et qui en veut spécialement à son père de l'avoir délaissé. Il traîne beaucoup avec deux délinquants, qui l'auraient sorti d'un mauvais pas, en échange de son soutien dans leurs méfaits. Pratiquant le skateboard, c'est un casse-cou, qui agit souvent sans réfléchir. Bien qu'au départ il souhaite se rapprocher de son père, il décidera de se venger de lui (surtout après avoir vu une étreinte entre lui et Miguel) en se rapprochant de la personne qu'il déteste le plus, Daniel LaRusso. Après avoir trouvé un travail au concessionnaire, dont Daniel est le propriétaire, Robby change totalement de comportement, surtout quand Daniel lui propose de devenir son disciple de karaté. Robby, en proie au doute, doit donc choisir : soit il renonce à sa vie de délinquant et mène une vie stable en suivant les conseils de son maître, soit il reste ferme sur ses positions de désir de vengeance. Il sera opposé à Miguel en finale du tournoi et, malgré un avantage pendant l'affrontement, il sera vaincu, car Miguel se servira d'une blessure à l'épaule pour lui faire perdre son avantage. Dans la deuxième saison, Robby aide Daniel à remettre le dojo en état et entame une relation avec Samantha, bien qu'il voit que cette dernière a toujours des sentiments pour Miguel. Lors de la bagarre générale à la fin de la saison, il est si furieux (dû au fait qu'il lui vole l'amour à la fois de Samantha et de son père) qu'il pousse Miguel de l'escalier et le blesse gravement. Il finit par prendre la fuite, comme il l'a toujours fait lorsque les choses se gâtent. Il semble alors complètement perdu, car on voit sur son visage qu'il n'a pas vraiment voulu la blessure infligée à Miguel.

#### Demetri
Interprété par Gianni Decenzo dans la série Cobra Kai
Il est le geek le plus insupportable du lycée et est pourtant ami avec Miguel. Il connait Eli depuis bien plus longtemps, et ensemble ils formaient un duo d'informaticiens des plus efficaces, activité que ce dernier délaissera dès son adhésion à Cobra Kai. Demetri ne fera que deux essais au sein du dojo, dont il partira lui-même de son propre chef, après avoir vécu une mauvaise expérience avec John Kreese, qui l'a frappé au visage. Demetri décidera par la suite de rejoindre Miyagi-Do Karaté et s'affichera comme un élève médiocre et faible, comme il s'évertue à dire. Il confiera à Daniel la raison pour laquelle il souhaite apprendre le karaté : il s'est toujours vu comme une victime, ce qu'il a fini par accepter, mais il ne supporte plus le comportement de son ami Eli, qu'il a toujours considéré comme son frère, et souhaite renouer contact par le biais du karaté. Demetri est un geek dans l'âme, et Daniel lui démontre qu'il peut associer son côté geek avec le karaté, surtout quand Daniel lui confie être un fan de la série Game of Thrones.

#### Chris
Interprété par Khalil Everage dans la série Cobra Kai
Chris s'inscrit au Cobra Kai quand le dojo remporte le tournoi. Bien qu'il trouve le dojo des plus classes et des plus sensationnels, il a du mal avec la mentalité, qui semble régner, surtout par le comportement de Hawk l’influençant et celui de leader, voire de tortionnaire, de Mitch. Cela le décidera à quitter le Cobra Kai, après avoir saccagé le Miyagi-Do (lui, Hawk et Mitch sont les principaux responsables), pour rejoindre le clan rival. Bien que, au départ, Sam, Robby et Demetri ne semblaient pas vouloir de Chris, ils finissent par l'apprécier et le voir tel un ami fidèle et un garçon au grand cœur. Lors du combat final, Chris fait face à Mitch, et bien que ce dernier soit certain de l'emporter, il se fait mettre à terre par Chris, qui n'en tire aucune satisfaction, puisqu'il ne souhaitait pas se battre contre lui.

#### Miguel Diaz
Interprété par Xolo Maridueña dans la série Cobra Kai
Tout juste âgé de 17 ans, Miguel est le voisin de Johnny. Il vit avec sa mère et sa grand-mère. Ils se rencontrent dans une supérette de Reseda, alors que trois camarades de lycée s'en prennent à lui, car il les a empêché d'acheter de l'alcool. Johnny intervient, mais pas pour protéger Miguel, parce qu'ils l'ont bousculé sur sa voiture. À la suite d'une démonstration de son karaté, Miguel demandera à Johnny de lui apprendre ce qu'il sait. Refusant au départ, Johnny finira par accepter. Bien qu'il soit au départ un élève exécrable si ce n'est faible (victime d’asthme qui disparaît par la suite), Johnny voit en lui un bon élève et un grand combattant. Miguel tombe peu à peu amoureux de Samantha, la fille de Daniel. Mais son idylle avec elle sera de courte durée, car elle finit par rompre avec lui à la fin de la saison 1, lorsqu'elle commence à se rapprocher de Robby, le fils de Johnny. Au terme du tournoi qui conclut la saison 1, Miguel se retrouve en finale face à Robby, qui a bénéficié de l'entrainement de Daniel, et le bat de justesse en profitant d'une blessure à l'épaule de Robby, devenant ainsi champion de Hill Valley. 
Dans la saison 2, Miguel est attristé par sa rupture avec Samantha, qu'il tente dans un premier temps de reconquérir. Il sort ensuite avec Tori, une nouvelle élève du dojo. Mais tout sentiment n'a pas disparu entre les deux lycéens, qui s'embrassent au cours d'une fête. Lorsque Tori l'apprend, elle agresse Samatha devant tout le lycée, et cela dégénère en bagarre générale entre les élèves de Cobra Kai et ceux de Miyagi-Do. Miguel prend le dessus sur Robby et s'apprête à l'achever, mais il se rappelle des paroles de Johnny, qui l'a exhorté à ne pas rester sans pitié comme le faisait Kreese. Mal lui en prend, car Robby, enragé, le pousse du haut des escaliers, et Miguel finit blessé à la colonne, dans un état critique. 

#### Aisha Robinson
Interprétée par Nichole Brown dans la série Cobra Kai
Aisha est une amie d'enfance de Samantha (probablement depuis le jardin d'enfance), mais bien que les deux filles fussent très proches, elles ont fini par prendre des chemins différents, jusqu'à s'éloigner l'une de l'autre, lorsque Sam est devenu plus populaire, et que Aisha est devenue plus solitaire à cause de son physique, qui lui vaut les railleries de ses camarades. Elle finira par rejoindre le Cobra Kai, devenant ainsi la seconde élève de Johnny. Bien qu'elle soit une fille, Aisha démontre un fort potentiel et une force suffisante pour écraser n'importe quel obstacle sur son chemin. Elle se hissera jusqu'au quart de finale avant d'être éliminée par le champion de l'an passé. Dans la saison 2, Aisha semble vouloir renouer des liens avec Sam, mais cette dernière ne semble pas apprécier son comportement et entraînera une nouvelle séparation des deux ex-amies, qui étaient pourtant sur la voie de la réconciliation.
Dans la saison 2 de la série, bien qu'elle défende les valeurs de Cobra Kai, elle ne semble pas vouloir s'opposer directement à Samantha, même à la fin, lors de la bagarre déclenchée au lycée, durant laquelle elle se battra contre un élève, mais se retirera par la suite. Elle aurait compris l'enseignement de Johnny, qui dit être sans pitié, de continuer à se battre avec honneur. Aisha n'apparaît pas pendant l'entraînement de John Kreese : cela pourrait démontrer qu'elle ne semble pas apprécier l'enseignement de ce dernier et pourrait donc quitter le dojo Cobra Kai.
Eli "L'Aigle" Moskovitz
Interprété par Jacob Bertrand dans la série Cobra Kai
Eli est le meilleur ami de Demetri. Au début harcelé par ses camarades , Eli décide de rejoindre le dojo Cobra Kai. C'est là qu'il gagne en confiance et il adopte une nouvelle coupe de cheveux sous la forme d'un punk mohawk ainsin qu'un tatouage sur le dos , ce qui lui vaut le surnom : "L'Aigle".  Au fil du temps, il devient sur de lui et commence à intimider ses camarades , notamment Demetri. Sa nouvelle  personnalité attire Moon, et les deux commencent à sortir ensemble. Eli participe au tournoi avec son dojo et se qualifie en demi-finale, face à Robby. Il perd la demi-finale en étant disqualifié après lui avoir avoir donné un coup de pied par derrière à l'épaule. 
Dans la saison 2, Eli devient de plus en plus agressif , notamment depuis le retour de John Kreese qui lui incite à être sans pitié. Sa coupe de cheveux est maintenant teint en rouge, renforçant cette identité de bad-boy. Il passe son temps à intimider les autres élèves en particulier Demetri. Son attitude finit par mettre un terme à sa relation avec Moon. Encouragé par Kreese, Eli et un petit groupe du dojo Cobra Kai se mettent à vandaliser le dojo de Daniel LaRusso. Durant la bagarre entre les élèves de Miyagi-Do et Cobra Kai, Eli attaque encore une fois Demetri mais ce dernier se défend , grace aux enseignements de Daniel, en lui donnant un coup de pied , l'assommant. Il finit par reprendre connaissance lorsque Miguel est allongé inconscient sur les marches.   
Dans la saison 3, Eli continue au départ à intimider les élèves du Miyagi-Do mais commence petit à petit à prendre conscience de ses actes lorsqu'il se rend compte que les actes de Kreese sont malsaines et finit par défendre Demetri lorsqu'il voit ce dernier se faire agresser par ses camarades de Cobra Kai. Il quitte ensuite Cobra Kai pour faire partie du nouveau dojo de Johnny : Les Aigles venimeux. 
Dans la saison 4, Eli fait partie des dojos Miyagi-Do et l'Aigle venimeux . Il tente de se racheter auprès de ses camarades mais ces derniers refusent tout d'abord. Robby ainsi que ses exs-coéquipiers de Cobra Kai , se sentant trahis par son départ , décident de lui couper sa crète, ce qui lui fait perdre toute confiance . Il abandonne temporairement le karaté mais finit par rejoindre le Miyagi-Do Karaté grâce à Demetri. Lors du 51ème championnat annuel de karaté, il arrive en finale face à Robby et , après un combat acharné, finit par remporter le tournoi pour la catégorie masculine. Lui et Moon finissent par se remettre ensemble.     

## Accueil

### Box-office
| Film                                      | Box-office Mondial | Box-office - États-Unis - Canada | Box-office France | Budget       |
| ----------------------------------------- | ------------------ | -------------------------------- | ----------------- | ------------ |
| Le Moment de vérité (1984)                | 130 442 786 $      | 90 815 558 $,                    | 1 016 343 entrées | 8 000 000 $  |
| Karaté Kid : Le Moment de vérité 2 (1986) | 130 000 000 $      | 115 103 979 $                    | 1 657 082 entrées | 13 000 000 $ |
| Karaté Kid 3 (1989)                       | NC                 | 38 956 288 $                     | 761 479 entrées   | 12 500 000 $ |
| Miss Karaté Kid (1994)                    | 15 826 984 $       | 8 914 777 $                      | 93 271 entrées    | 12 000 000 $ |
| Karaté Kid (2010)                         | 359 126 022 $      | 176 591 618 $                    | 1 288 145 entrées | 40 000 000 $ |
| Karate Kid: Legends (2025)                | en cours           | en cours                         | en cours          | 45 000 000 $ |

## Produits dérivés

### Jeu vidéo
En 1986, MicroDeal publie The Karate Kid: Part II - The Computer Game sur Atari ST, puis le porte sur Amiga,. En novembre 1987, LJN commercialise le jeu vidéo The Karate Kid (en), développé par Atlus et sorti sur la NES.

### Série télévisée d'animation
Entre septembre 1989 et décembre 1989, NBC diffuse la série d'animation Karaté Kid. En version originale, Joey Dedio prête sa voix à Daniel LaRusso alors que Robert Ito double Miyagi Yakuga. La série ne connaitra qu'une saison de 13 épisodes.

### Série télévisée
Une série télévisée, Cobra Kai, est publiée sur la plateforme payante YouTube Red en 2018. Elle se déroule 34 ans après le premier film. William Zabka et Ralph Macchio y reprennent leurs rôles de Johnny Lawrence et Daniel LaRusso.